# Regno di Alba

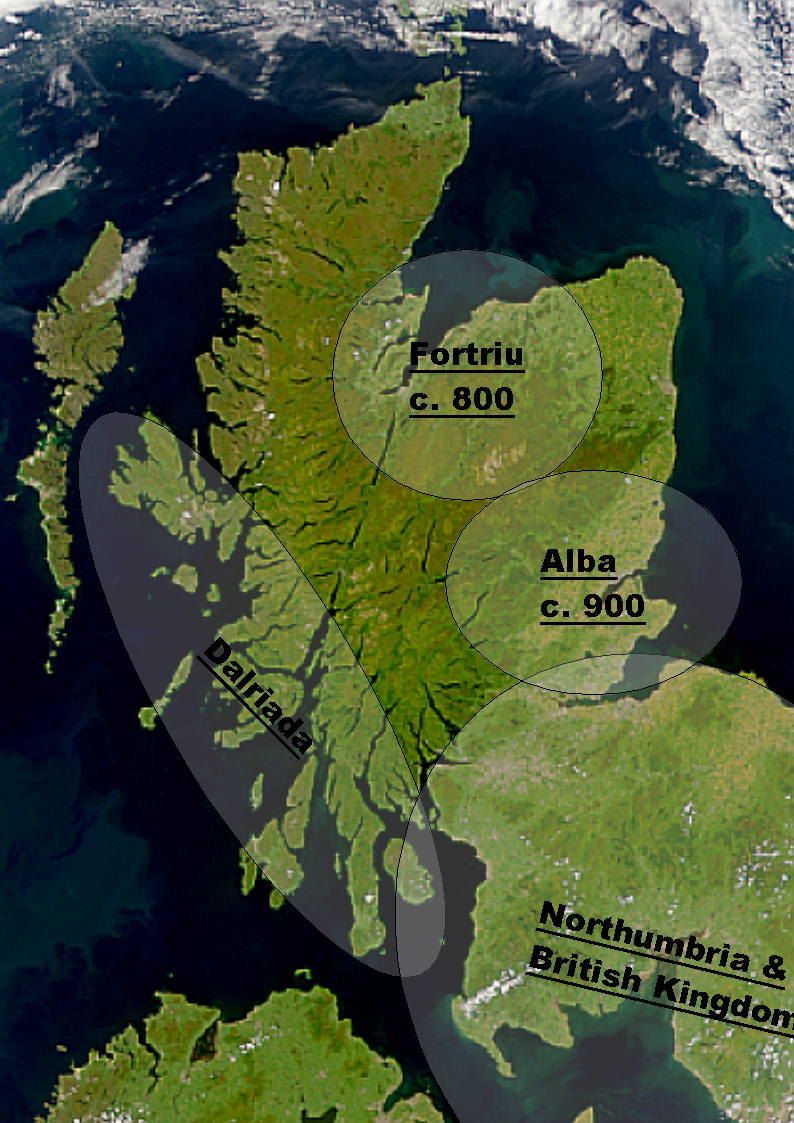
Centri politici in Scozia nell'Alto Medioevo

Il termine Regno di Alba (in gaelico: Rìoghachd na h-Alba) indica il Regno di Scozia tra la morte di Donald II (Domnall mac Causantin) nel 900, e quella di Alessandro III nel 1286, che portò poi indirettamente alle Guerre di indipendenza scozzesi. Il nome è di convenienza, ma si usa differenziare il Regno di Alba dal successivo Regno di Scozia perché durante questo periodo l'élite e il popolo del regno erano principalmente di lingua gaelica, o tardo-gaelica, mentre dal periodo degli Stewart l'élite del regno parlava in massima parte inglese o scoto delle Lowlands.

## Etimologia
Alba è il nome gaelico scozzese, gallese (Yr Alban) e irlandese  (ˈaɫəpə) con cui era indicata la Scozia. È affine ad Albey in mannese, l'altra lingua celtica insulare goidelica, come anche a parole simili in altre lingue brittoniche celtiche come il cornico (Alban) e il gallese (Yr Alban) che significano Scozia. In ultima analisi la parola proviene da una celtica usata per indicare tutta la Britannia, da cui il nome di Albione.
Il nome fu usato dai gaelici per indicare l'isola fino al IX/X secolo quando fu utilizzata per i regni dei Pitti e degli Scoti (Pittavia e Dál Riata), a nord del fiume Forth e dell'estuario del Clyde, che secondo la tradizione furono unificati da Kenneth Mac Alpin. Dopo un po' di tempo questo regno incorporò altri reami del sud (il Lothian northumbrico, lo Strathclyde, ed infine il Galloway).
Nell'Alto Medioevo il nome fu latinizzato in "Albania". In seguito la parola fu usata soprattutto dagli scrittori celto-latini, tra cui Goffredo di Monmouth. Questa parola passò poi nell'inglese medio come Albany, anche se fu utilizzata molto raramente per indicare il regno di Scozia, mentre fu utilizzata per il ducato di Albany.

## Corte reale
Poco si sa sulla struttura della corte reale scozzese nel periodo precedente al regno di Davide I. Poco di più si sa sulla corte del tardo XII e del XIII secolo. Nelle parole di Geoffrey Barrow, questa corte  "era enfaticamente feudale, Franca, non-Celtica in carattere". Alcuni dei funzionari erano di origine gaelica, come l'Hostarius (poi "Usciere" o "Guardia di porta"), l'uomo che comandava le guardie del corpo reali, e il  rannaire, il componente della corte di lingua gaelica il cui lavoro era quello di distribuire il cibo.
- Siniscalco (Seneschal) o dapifer (cioè il Maggiordomo), era titolo ereditario fin dal regno di Davide I. Il Maggiordomo aveva la responsabilità della casa reale e della sua gestione.
- Cancelliere (Chancellor) era responsabile della cappella reale. Questa era il luogo in cui re si raccoglieva per pregare, ma come spesso accadeva, era associata agli scribi, reali, responsabili della stesura e della conservazione dei registri. Generalmente, il cancelliere era un religioso, e generalmente egli deteneva questo posto prima di essere promosso a vescovo.
- Il Ciambellano (Chamberlain) aveva il controllo e la responsabilità delle finanze
- Il Connestabile (Constable), similmente, era un titolo ereditario, fin dal regno di Davide I. Il Connestabile era responsabile delle risorse militari dell corona.
- Il Cameriere personale (Butler).
- Il Maresciallo (Marshal) o (Marischal). Il Maresciallo differiva dal Connestabile perché ricopriva una carica più specialistica, responsabile e comandante della cavalleria reale.

Nel XIII secolo, tutti gli altri incarichi tendevano a essere ereditari, con l'eccezione del Cancelliere. La gestione della casa reale prevedeva ovviamente molti altri incarichi. Il più importante era probabilmente il summenzionato Hostarius, ma ce n'erano altri come i cacciatori reali, i guardaboschi reali, e i cuochi (dispensa o spence).

## Re di Alba

### Donald II e Costantino II
Re Donald II fu il primo uomo ad essere chiamato rí Alban (cioè Re di Alba), quando morì a Dunnottar nel 900. Esso significava re di Britannia o Scozia. Tutti i suoi predecessori avevano portato il titolo di Re dei Pitti o Re di Fortriu. Questa apparente novità nelle cronache gaeliche viene considerata talvolta come la nascita della Scozia, ma non c'è in realtà nulla di speciale nel suo regno che lo confermerebbe. Donald ebbe il nomignolo 'dásachtach. Questo nome significava semplicemente "pazzo", o, secondo la legge dell'Irlanda delle origini, un uomo senza il controllo delle sue funzioni e quindi senza responsabilità legali. La ragione stava probabilmente nella irrequietezza del suo regno, continuamente trascorso nelle battaglie contro i Vichinghi. Forse si guadagnò la sua impopolarità violando i diritti della Chiesa, o a causa dell'imposizione di tasse elevate. Non sappiamo. Tuttavia, il suo nomignolo estremamente negativo lo rende un improbabile fondatore della Scozia.
Il successore di Donald, Costantino II (Causantín mac Aeda) è più spesso considerato come una figura chiave nella formazione di Alba. Costantino regnò per quasi mezzo secolo, combattendo molte battaglie. Quando fu sconfitto a Brunanburh, fu chiaramente screditato e si ritirò come monaco Culdeo a St. Andrews. Nonostante ciò, la Profezia di Berchán è piena di elogi per il Re, e in questo senso, è in linea con i punti di vista di altre fonti. Costantino viene considerato, nella tradizione tardiva, come l'uomo che, insieme al Vescovo Cellach di St Andrews, portò la Chiesa della Britannia settentrionale in conformità con quella del più vasto mondo gaelico. Nessuno sa esattamente cosa questo significhi. C'erano stati vescovi gaelici a St Andrews per due secoli, e uomini di chiesa gaelici si trovavano tra le figure più antiche del Cristianesimo della Britannia settentrionale. La riforma può essere stata organizzativa, o una sorta di purga di certe ignote e forse spiacevoli eredità della tradizione ecclesiastica Pitta. Tuttavia, oltre a questi fattori, è difficile apprezzare pienamente l'importanza del regno di Costantino.

### Da Malcom I a Malcom II
Il periodo tra l'ascesa al trono di Malcolm I (Máel Coluim mac Domnaill) e Malcolm II (Máel Coluim mac Cinaeda) è segnato da buone relazioni con i reggenti d'Inghilterra del Wessex, da intense discordie dinastiche interne e, nonostante ciò, da politiche espansionistiche relativamente positive. Qualche tempo dopo l'invasione inglese della cumbra land, (termine in antico inglese per indicare lo Strathclyde o la Cumbria o entrambe) da parte di Re Edmondo d'Inghilterra nel 945, il re inglese cedette la provincia a re Malcolm I a condizione che sottoscrivesse un'alleanza permanente. Durante il regno di re Indulfo (Idulb mac Causantín) (954–62), gli Scozzesi catturarono la fortezza chiamata oppidum Eden, quasi certamente Edimburgo. Fu il primo appiglio scozzese nel Lothian. Gli scozzesi avevano probabilmente avuto qualche autorità sullo Strathclyde fin dalla fine del IX secolo, ma il regno manteneva i suoi reggenti, e non è chiaro se gli scozzesi furono sempre forti abbastanza da imporre la loro autorità. Infatti, uno dei successori di Indulfo, Cuilén (Cuilén mac Ilduilb), morì per mano degli uomini dello Strathclyde, forse tentando di imporre la sua autorità. Re Kenneth II (Cináed mac Maíl Choluim) (971–95) iniziò il suo regno invadendo la Britannia (probabilmente lo Strathclyde), forse come iniziale asserzione della propria autorità, e forse anche come tradizionale crechríge (letteralmente: "preda reale") gaelica, il rito con cui un re assicurava il successo del proprio regno con un raid inaugurale nel territorio di un nemico storico.
Il regno di Malcom I (942/3–954) segna anche le prime tensioni note tra il regno scozzese e il Moray, il vecchio cuore del regno Scoto-Pittico di Fortriu. La Cronaca dei Re di Alba riferisce come il Re Malcolm "si recò nel Moray e uccise Cellach." La stessa fonte ci dice che re Malcolm fu ucciso dai Moraviani. È questo il primo definito segno di tensione tra i Cenél nGabráin e i Cenél Loairn, due gruppi apparentati che dichiaravano di discendere da antenati diversi di Erc. Durante il regno di Macbeth (Mac Bethad mac Findláich), e il suo successore Lulach (Lulach mac Gillai Coemgáin), i Cenél Loairn del Moray regnarono su tutta la Scozia.
Il regno di Malcolm II vide l'incorporazione finale di questi territori. L'anno critico fu forse il 1018, quando re Malcolm II sconfisse i Northumbriani nella Battaglia di Carham. Nello stesso anno, Re Owain Calvus (Calvo) morì, lasciando il proprio regno al suo feudatario Malcolm. Un incontro con il Re Canuto di Danimarca e Inghilterra, probabilmente avvenuto intorno al 1031, sembra aver assicurato ulteriormente queste conquiste, benché l'esatta natura del dominio scozzese sul Lothian e sugli Scottish borders non si realizzò pienamente fino alla riconquista di quella provincia durante le Guerre di indipendenza scozzesi.

### Da Duncan I ad Alessandro I

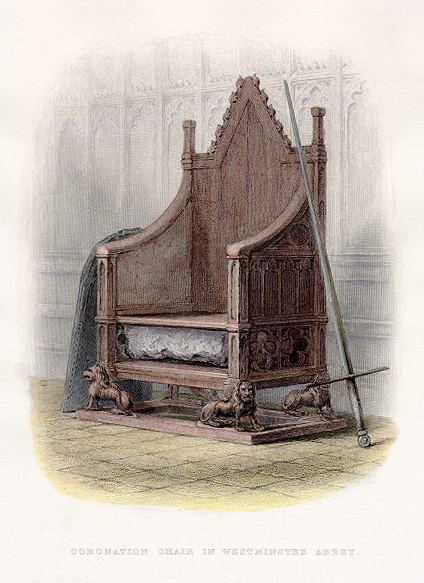
La Pietra di Scone incorporata nella Cattedra di Incoronazione all'Abbazia di Westminster, 1855. Fu la pietra della cerimonia di incoronazione dei re gaelici di Scozia, simile all'irlandese Lia Fáil.

Il periodo compreso tra l'ascesa al trono di Re Duncan I  (Donnchad mac Crínán) (1034) e la morte di Alessandro I (1124) fu l'ultimo prima dell'arrivo dei Normanni in Scozia. Per certi versi, il regno di Re Malcolm III (Máel Coluim mac Donnchada) prefigurò i cambiamenti che ebbero luogo nei regni dei sovrani di lungua francese David I e Guglielmo I, anche se la reazione dei nativi ai modi dell'ascesa al trono di Duncan II (Donnchad mac Máel Coluim) forse ritardò in qualche modo questi cambiamenti.
Il regno di Re Duncan I fu un fallimento militare. Egli fu sconfitto dai nativi inglesi a Durham nel 1040, e fu successivamente deposto. Duncan era stato solo imparentato con i precedenti reggenti tramite sua madre Bethoc, figlia di Malcolm II, che aveva sposato Crínán, l'abate laico di Dunkeld (e probabilmente anche di Mormaer of Atholl). In un luogo chiamato Bothganowan (o Bothgowan, Bothgofnane, Bothgofuane, che significa "Capanna del Fabbro" in gaelico antico, oggi Pitgaveny nei pressi di Elgin), il Mormaer di Moray, Macbeth sconfisse e uccise Duncan, e prese la corona per sé stesso. Dopo il successore di Macbeth Lulach, un altro moraviano, tutti i sovrani di Scozia furono discendenti di Duncan. Per questo motivo, il regno di Duncan viene spesso ricordato positivamente, mentre Macbeth è svillagenaggiato. Infine, William Shakespeare conferì fama a questa equivalente medievale della propaganda immortalando ulteriormente entrambi gli uomini nella sua tragedia Macbeth. Il regno di Macbeth, comunque, fu positivo abbastanza da avere la sicurezza di andare in pellegrinaggio a Roma.
Fu Malcolm III, che acquisì il nomignolo (come i suoi successori) "Canmore" (Cenn Mór, "Gran Capo"), e non il padre Duncan, che fece di più per creare la dinastia di successo che governò sulla Scozia per i successivi due secoli. Parte del successo fu dovuto all'enorme numero di figli che ebbe. Tramite due matrimoni, prima con la norvegese Ingibiorg Finnsdottir, e poi con la principessa inglese Margherita del Wessex, Malcolm ebbe forse una dozzina di bambini. Malcolm e, se crediamo a una successiva agiografia, sua moglie introdussero i primi monaci Benedettini in Scozia. Comunque, nonostante la moglie reale anglosassone, Malcolm trascorse parte del suo regno conducendo raid schiavisti contro gli inglesi, aggravando le pene di quel popolo sullo strascico della Conquista normanna dell'Inghilterra e la Devastazione del Nord, come Marianus Scotus ci dice:
(A.O. Anderson, Early Sources, vol. ii, p. 23, & n. 1)
Malcolm morì durante uno di questi raid, nel 1093. Conseguentemente alla sua morte, i governanti normanni dell'Inghilterra iniziarono la loro interferenza con il regno scozzese. Questa interferenza fu indotta dai raid di Malcom e dai suoi tentativi di forgiare per i suoi successori rivendicazioni per la corona inglese. Egli aveva sposato la sorella del pretendente nativo inglese al trono inglese, Edgardo Atheling, e aveva dato a gran parte dei suoi figli avuti da questo matrimonio nomi anglosassoni reali. Inoltre, aveva dato sostegno a molti nobili inglesi nativi, compreso lo stesso Edgar, e aveva fornito supporto anche alle insurrezioni native inglesi contro i governanti francesi. Nel 1080, Re Guglielmo il Conquistatore inviò i propri figli ad invadere la Scozia. L'invasione arrivò fino a Falkirk, al confine tra la Scozia vera e propria e il Lothian, e Malcolm si sottomise all'autorità del re, dando il proprio figlio maggiore Duncan come ostaggio. Questa sottomissione spiega forse perché Malcolm non diede ai propri ultimi due figli, Alessandro e Davide, nomi reali anglosassoni.
Il naturale successore di Malcolm fu il fratello Donalbane (Domnall Bán mac Donnchada), perché i figli di Malcolm erano giovani. Tuttavia, lo stato normanno a sud inviò il figlio di Malcom Duncan ad assumere la corona. Nel conseguente conflitto, la Cronaca anglosassone ci dice che:
Duncan fu ucciso lo stesso anno, nel 1094, e Donalbane riassunse l'unica corona. Tuttavia, il regno normanno inviò un altro dei figli di Malcolm, Edgardo, per assumere lui la corona. La politica anglosassone funzionò, perché successivamente tutti i re di Scozia ebbero successo, ovviamente non senza opposizione, con un sistema molto simile a quello della primogenitura che era operante nel mondo francofono. I regni di Edgardo e del fratello e successore Alessandro sono al confronto oscuri. L'atto più notevole del primo fu di inviare un cammello (o forse un elefante) al suo omologo gaelico Muirchertach Ua Briain, Alto Re d'Irlanda. Quando Edgardo morì, Alessandro assunse la corona, mentre il fratello più giovane Davide divenne Principe di "Cumbria" e reggente del Lothian.

### I Re normanni: Da Davide I ad Alessandro III

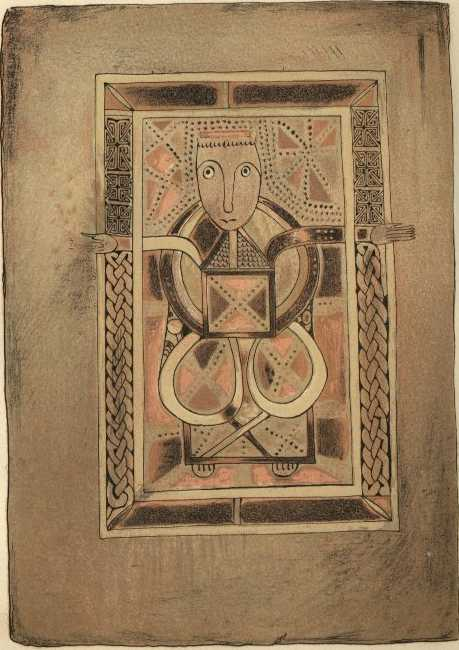
Il Libro di Deer. Il Foglio 29v contiene un ritratto dell'evangelista Luca; una lista di privilegi e leggende scritte in gaelico e latino sui margini, nelle lowlands di Buchan durante il regno di Davide I.

Il periodo compreso tra l'ascesa al trono di Davide I e la morte di Alessandro III fu contrassegnata dalla dipendenza da e dalle buone relazioni con i Re d'Inghilterra. Fu anche un periodo di espansione storica per il Regno di Scozia, testimoniando il successo dell'imposizione dell'autorità reale per quasi tutto il paese moderno. Il periodo vide grossi cambiamenti storici, e molta della moderna letteratura storiografica è dedicata a questi cambiamenti, (specialmente G.W.S. Barrow), che furono parte del fenomeno più generale definito  "Europeizzazione dell'Europa". Tuttavia, opere più recenti, anche se riconoscono che effettivamente durante quel periodo si verificarono molti cambiamenti, al contempo sottolineano che questo fu di fatto un periodo di grande continuità ( vedi per esempio, Cynthia Neville, Richard Oram, Dauvit Broun, e altri). Di fatto, il periodo è esposto a molti malintesi. Per esempio, l'inglese non si diffuse per tutte le Lowlands (vedi paragrafo sulla lingua), come non accadde per i nomi inglesi; e, anche fino al 1300, la maggior parte delle proprietà rimase in mani gaeliche native, e solo una minoranza passò in quelle di uomini di origini francesi o anglofrancesi; inoltre, la normannizzazione e l'imposizione dell'autorità reale in Scozia non fu un processo pacifico, ma considerato cumulativamente, più violento della Conquista normanna dell'Inghilterra; oltre a ciò, i re scozzesi non furono monarchi indipendenti, ma vassalli del Re degli Inglesi, anche se non "legalmente" per la Scozia a nord del fiume Forth.
Gli importanti cambiamenti che ebbero luogo comprendono la fondazione di numerosi borghi (burgh), sotto molti aspetti la prima istituzione urbana scozzese; la feudalizzazione dei costumi aristocratici marziali, sociali e ereditari; la de-scotticizzazione delle istituzioni ecclesiastiche; l'imposizione dell'autorità reale su gran parte della Scozia moderna; e la drastica migrazione, ad alti livelli, dalla cultura tradizionale gaelica, sicché dopo Davide I, la corona degli scozzesi somigliò sempre più a quella della Francia e dell'Inghilterra, più di quanto si fosse verificato con le signorie di ogni regno gaelico su larga scala in Irlanda.
Dopo Davide I, e specialmente durante il regno di Guglielmo I, i re scozzesi divennero ambivalenti, se non ostili, verso la cultura di gran parte dei loro sudditi. Come Walter di Coventry ci dice:
(Memoriale Fratris Walteri de Coventria, ed. W. Stubbs, (Rolls Series, no. 58), ii.  206)
L'ambivalenza dei re fu copiata, fino ad un certo punto, dai loro sudditi. Dopo la cattura di Guglielmo ad Alnwick nel 1174, gli scozzesi si accanirono contro i sudditi anglofoni e francofoni del loro stesso re. Guglielmo di Newburgh raccontò gli eventi:
C'era infatti nello stesso esercito un gran numero di inglesi; è infatti noto che città e burghs del reame scozzese sono abitati da inglesi. Approfittando dell'occasione, infatti, gli scozzesi dichiararono contro di loro il loro odio, innato, anche se mascherato dal timore del loro re; e mentre molti cadevano per le loro uccisioni, il resto fuggiva verso i castelli reali.»
(William di Newburgh, Historia Rerum Anglicarum, in R. Howlett (ed.) Chronicles of Stephen, Henry II and Richard I, (Rolls Series, no. 82), Vol. I, pp 186-187)
Walter Bower, pur scrivendo pochi secoli dopo, descrisse lo stesso evento:
(Walter Bower, Scottichronicon, VIII. 22., 30-40)
L'opposizione nei confronti dei sovrani scozzesi fu in questo periodo veramente dura. Il primo esempio è forse la rivolta di Óengus di Moray, Mormaer di Moray, la cui sconfitta condusse alla colonizzazione del Moray da parte di cittadini stranieri e aristocratici franco-fiamminghi e anglo-francesi. Le ribellioni continuarono per tutto il XII secolo e fino al XIII. Importanti resistenze nei confronti degli espansionisti re scozzesi furono Somairle mac Gillai Brigte, Fergus di Galloway, Gille Brigte, Lord di Galloway e Harald Maddadsson, insieme a due gruppi noti oggi come MacHeths e Meic Uilleim. Quest'ultimo dichiarava di discendere da re Donnchad II,tramite suo figlio Guglielmo, e si ribellò solo per il trono scozzese stesso. La minaccia era così grave che, dopo la sconfitta dei MacWilliams nel 1230, la corona scozzese ordinò l'esecuzione pubblica di una bambina che era considerata l'ultima MacWilliam. È questo il modo in cui la Cronaca Lanercost racconta il fato dell'ultima MacWilliam:
(Cronaca di Lanercost, 40-1, citato in McDonald, Outlaws, p. 46)
Molti di questi resistenti collaborarono, e ebbero il sostegno non solo dalle regioni gaeliche periferiche del Galloway, Moray, Ross e Argyll, ma anche dalla parte orientale della Scozia vera e propria. L'Irlanda e Man. Per la fine del XII secolo, i re scozzesi avevano acquisito l'autorità e l'abilità di attrarre i lord gaeli nativi fuori dalla precedente zona di controllo per fare il loro lavoro, essendo gli esempi più famosi Lochlann, Lord di Galloway e Ferchar mac in tSagairt.
Questi accordi sostennero l'espansione delle terre governate dagli scandinavi dell'ovest. Uilleam, il nativo Mormaer di Ross, fu una figura di spicco dell'espansione del regno scozzese nelle Ebridi, come Alan MacRuadridh, il principale capo ebridano pro-scozzese, che diede in moglie la propria figlia a Uilleam, Mormaer di Mar. Il re scozzese fu in grado di attirarsi il sostegno di Alan, Lord di Galloway, padrone della regione del Mar d'Irlanda, e fu in grado di utilizzare l'enorme flotta navale dei reggenti gallowiani. I Mormaer di Lennox costruirono legami con i capi dell'Argyll, protando un gruppo come i Campbell sotto l'ala scozzese. Cumulativamente, per il regno di Alessandro III, gli scozzesi si trovavano in una posizione di forza per annettere la rimanente costa occidentale, cosa che fecero nel 1265, con il Trattato di Perth. Anche le Orkney stavano finendo sotto l'ala scozzese. Nel XII secolo, il figlio del Mormaer Matad, Harald fu eletto Conte delle Orcadi. Successivamente, il conte delle Orkney (anche Mormaer di Caithness) divenne un vassallo scozzese come uno norvegese. I discendenti dei gaelici Mormaer di Angus governarono le Orkney per gran parte del XIII secolo. All'inizio del XIV secolo, un altro nobile gaelico scozzese, Maol Íosa V divenne Conte delle Orkney, anche se la formale sovranità scozzese sulle Isole Settentrionali non sarebbe stata acquisita per più di un secolo ancora.
La conquista dell'occidente, l'istituzione del Mormaerdom di Carrick nel 1186 e l'incorporazione della Signoria del Galloway dopo la rivolta gallowiana del 1135 significarono che il numero e la proporzione della popolazione di lingua gaelica sotto il controllo del re scozzese aumentarono in maniera significativa, perfino forse raddoppiò, nel cosiddetto periodo normanno. Furono i guerrieri gaelici e gaelicizzati del nuovo occidente, e il potere che essi rappresentavano, a permettere a Re Roberto I (egli stesso uno Scoto-Normanno gaelicizzato del Carrick) a emergere vittorioso durante le Guerre di indipendenza scozzesi, che iniziarono subito dopo la morte di Alessandro III.

### Fonti primarie
- Anderson, Alan Orr, Early Sources of Scottish History: AD 500-1286, 2 Voll., (Edimburgo, 1922)
- Anderson, Alan Orr, Scottish Annals from English Chroniclers: AD 500-1286, (Londra, 1908), ripubblicato, Marjorie Anderson (ed.) (Stamford, 1991)
- Gerald del Wales, The History and Topography of Ireland, trad. John O' Meary, (Londra, 1982)
- Guillaume le Clerc, Fergus of Galloway, trad. D.D.R. Owen, (Londra, 1991)
- Skene, William F. (a cura di), Chronicles of the Picts and Scots: And Other Memorials of Scottish History, (Edimburgo, 1867)

### Fonti secondarie
- Bannerman, John, "MacDuff of Fife," in A. Grant & K.Stringer (eds.) Medieval Scotland: Crown, Lordship and Community, Essays Presented to G.W.S. Barrow, (Edimburgo, 1993), pp. 20–38
- Bannerman, John, “The Kings Poet”, in The Scottish Historical Review, V. LXVIII, (1989)
- Barron, Evan MacLeod, The Scottish War of Independence: A Critical Study, 2ª Edizione, (Inverness, 1934)
- Barrow, G.W.S., The Anglo-Norman Era in Scottish History, (Oxford, 1980)
- Barrow, G.W.S., Feudal Britain, (Londra, 1956)
- Barrow, G.W.S., The Kingdom of the Scots, (Edimburgo, 2003)
- Barrow, G.W.S., Kingship and Unity: Scotland, 1000-1306, (Edimburgo 1981)
- Barrow, G.W.S., “The Reign of William the Lion”, in Scotland and Its Neighbours In the Middle Ages, (Londra, 1992), pp. 67–89
- Barrow, G.W.S., Robert Bruce and the Community of the Realm of Scotland, (Edimburgo, 1988)
- Bartlett, Robert, The Making of Europe, Conquest, Colonization and Cultural Change: 950-1350, (Londra, 1993).
- Broun, Dauvit “Defining Scotland and the Scots Before the Wars of Independence,” in Image and Identity: the Making and Remaking of Scotland through the Ages, in. D. Broun, R. Finlay & M. Lynch (eds.), (Edimburgo 1998), pp. 4–17
- Broun, Dauvit, "Dunkeld and the origin of Scottish identity", in Innes Review 48 (1997), pp. 112–24, ristampa in Spes Scotorum: Hope of Scots, a cura di Broun e Clancy (1999), pp. 95–111
- Broun, Dauvit, “Gaelic Literacy in Eastern Scotland between 1124 and 1249” in Huw Pryce (a cura di), Literacy in Medieval Celtic Societies, (Cambridge, 1998), pp. 183–201.
- Broun, Dauvit, The Irish Identity of the Kingdom of the Scots in the Twelfth and Thirteenth Centuries, (Woodbridge 1999)
- Broun, Dauvit & Clancy, Thomas Owen (eds.),Spes Scottorum: Hope of the Scots, (Edimburgo, 1999)
- Broun, D., "The Welsh identity of the kingdom of Strathclyde, ca 900-ca 1200", in Innes Review 55 (2004), pp. 111–80.
- Davies, R.R., The First English Empire: Power and Identity in the British Isles 1093-1343, (Oxford, 2000)
- Driscoll, Steven, Alba: The Gaelic Kingdom of Scotland AD 800-1124, (Edimburgo, 1996)
- Ferguson, William, The Identity of the Scottish Nation: An Historic Enquiry, (Edimburgo, 1998)
- Gillingham, John, The Angevin Empire, (Londra, 1984)
- Gillingham, John, The English in the Twelfth Century: Imperialism, National Identity and Political Values, (Woodbridge, 2000)
- Hudson, Benjamin T., Kings of Celtic Scotland, (Westport, 1994)
- Lynch, Michael, Scotland: A New History, (Edimburgo, 1992)
- McDonald, R. Andrew, "Old and new in the far North: Ferchar Maccintsacairt and the early earls of Ross" in Steve Boardman e Alasdair Ross (a cura di) The Exercise of Power in Medieval Scotland, c.1200-1500, (Dublino/Portland, 2003)
- McDonald, R. Andrew, Outlaws of Medieval Scotland: Challenges to the Canmore Kings, 1058-1266, (East Linton, 2003)
- MacLeod, W., Divided Gaels: Gaelic Cultural Identities in Scotland and Ireland: c.1200-1650, (Oxford, 2004)
- Neville, Cynthia J., Native Lorship in Medieval Scotland: The Earldoms of Strathearn and Lennox, c. 1140-1365, (Portland/Dublino, 2005)
- Oram, Richard, The Lordship of Galloway, (Edimburgo, 2000)
- Owen, D.D.R., The Reign of William the Lion: Kingship and Culture, 1143-1214, (East Linton, 1997)
- Roberts, John L., Lost Kingdoms: Celtic Scotland in the Middle Ages, (Edimburgo, 1997)
- Stringer, Keith J., "The Emergence of a Nation-State, 1100-1300", in Jenny Wormald (a cura di), Scotland: A History, (Oxford, 2005), pp. 38–76
- Young, Alan, "Buchan in the 13th century" in Alexander Grant & Keith J. Stringer (a cura di) Medieval Scotland: Crown, Lordship and Community Essays Presented to G.W.S Barrow, (Edimburgo, 1993)